# Uzun Hasan

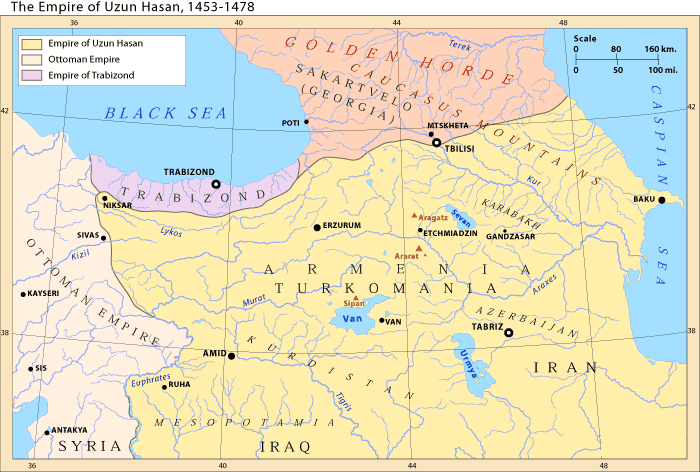
Imperiul lui Uzun Hasan, 1453 - 1478

Uzun Hasan (Uzun Hasan (înseamnă „Hasan cel Lung sau cel Înalt” în turcă, n. 1423, Diyarbakır, Turcia – d. 6 ianuarie 1478, Tabriz, Statul Agqoyunlu), a fost un lider turcoman, cel mai puternic reprezentant al dinastiei Ağqoyunlu (Akkoyunlu).

## Relații de alianța antiotomană cu Europa
Începând din secolul XV relațiile Azerbaidjanului cu Europa au început să aibă și caracter politic. Aceste contacte s-au intensificat mai ales în timpul domniei regelui Uzun Hasan care a fost cel mai puternic reprezentant al dinastiei Ağqoyunlu (Akkoyunlu) sau după numele neamului - dinastiei Bayındırıyye. Relațiile respective au avut ținta comună – Imperiul Otoman și pe sultanul Mehmet II Cuceritorul (1451-1481).
De ce statul Akkoyunlu (1468-1501) avea nevoie de alianța cu statele europene? Oare stimulul esențial al intensificării relațiilor era politica externă agresivă susținută de Imperiul Otoman sau pur și simplu europenii au dorit să folosească Akkoyunlu în lupta lor impotriva otomanilor? 
Relațiile diplomatice ale statului Akkoyunlu cu statele europene și războiul lui contra Imperiul Otoman din anii 1472-1473 s-au evidențiat în primul rând datorită politicii domnitorului țării Uzun Hasan, care avea interes în obținerea relațiilor comerciale directe cu Europa și al doilea rând în urma contradicțiilor adânci comerciale între otomani și Akkoyunlu privind comerțul extern care avea o importanță vitală pentru un stat medieval și nu în ultimul rând Drumul Mătăsii.

## Epoca de Aur al Akkoyunului
Pentru a înțelege condițiile respective, trebuie avută în vedere istoria Akkoyunuli în secolele XII-XV. Epoca de Aur a poporului turcoman este considerat statul Atabecilor sub dinastia cumanică a Eldeghizilor. Aproximativ 89 ani din existența sa (1136-1225) acest stat a fost singura putere din tot Orientul Mijlociu, generând un uriaș progres în economia, cultura și literatura azeră. Pentru prima dată în istorie, Azerbaidjanul geografic și istoric s-a unit în cadrul unui stat centralizat având capitala la Tabriz (azi centrul provinciei iraniene Azerbaidjanul de Est), fapt care a creat un precedent pentru următoarele dinastii azere. Epoca aceasta a fost întreruptă prin invazia mongolo-tătarilor care a distrus toate marile orașe din țară, rezultând dinastia Elhanizilor cu fondatorul Hülaki (Hulaghu) han.

## Invaziile mongole și ale lui Tamerlan
Invazia sus-numită la fel ca și cea a lui Tamerlan (anii 80 sec. XIV) a intensificat migrația triburilor turcice seminomade (transhumante) din estul Caspicii în Azerbaidjan între care se aflau neamurile Qaraqoyunlu (Karakoyunlu) și Ağqoyunlu (Akkoyunlu). Denumirea lor vine de la totemul reflectat în însemnul confederației tribale – „Oaia Neagră” și cea „Albă”. Triburile menționate vorbeau aceeași limbă cu localnicii și reprezentau aceeași cultură, având singura diferență care se datora modului de viață seminomad al cuceritorilor. 
Vremurile tulburi au zdruncinat economia sedentară pentru că s-a prăbușit sistemul de irigații.

## Drumul Mătăsii
Așadar, comerțul extern a ocupat primul loc în economia statului. Doar de la Tebriz până în Turcia existau două drumuri de caravane: 
*Tebriz-Diyarbakir-Mardin-Maraș-Kayseri-Ankara-Eskişehir-Bursa
*Tebriz-Erzurum-Erzincan-Tokat-Amasya-Ankara-Bursa
Partenerii și clienții mătăsii azere în general erau negustorii europeni. La mijlocul secolului XV extinzându-și hotarele spre Est și Vest Imperiul Otoman a ocupat treptat centrele tradiționale de comerț. Mai târziu negustorii europeni și asiatici puteau să se întâlnească exlusiv pe teritoriul statului otoman. Tocmai a crescut cerere la mătase din care o mare parte se producea la Tebriz, Şamaxi, Şeki, Gence și alte orașe din Azerbaidjan datorită procesului de dezvoltare al relațiilor precapitaliste în nordul Italiei. În comerțul respectiv participeau, în general, în calitate de cumpărători, Florența și Veneția, iar vânzatori – azerii și armenii.

## Politica Imperiului otoman și drumurile comerciale
Conform politicii sultanului Mehmet Cuceritorul, Imperiul Otoman trebuia să devină o țară care exporta produsul prelucrat. Cu acest scop se punea orice obstacol posibil negustorilor azeri, obligându-i să vândă mătasea otomanilor în condiții nefavorabile. Așadar, după căderea Constantinopolului (Istanbul) în 1453 au început să apară contradicții comerciale grave. Politica otomanilor a fost o lovitură mare pentru relațiile economice ale Azerbaidjanului și putea provoca căderea statului Akkoyunlu. Mehmet II încercând să ocupe toată Asia Mică, inclusiv drumul mătăsii Tebriz-Tokat-Bursa, plănuia cucerirea tuturor statelor mici din Anatolia, Trapezunt (Trabzon), centrele genoveze din sudul Mării Negre și sursa principală a mătăsii – Azerbaidjan. În acest caz, conducătorii azeri au început să caute aliați în Europa, în spatele otomanilor. Istoria s-a repetat încă o dată, lupta pentru drumurile către Marea Mediterană și Marea Neagră dintre greci și perși, bizantini și iranieni s-a reeditat prin conflictul dintre Akkoyunlu și Imperiul Otoman.

## Cuceririle otomane în Est și statul Akkoyunlu
Cucerirea statului grec din Trapezunt de către Imperiul Otoman (1461), a fost primul pas dușmănos împotriva Akkoyunlu. Până la Uzun Hasan încă doi suverani din dinastia Akkoyunlu erau căsătoriți cu fiicele împăraților din Trapezunt. Soția lui Uzun Hasan, Teodora (sau Despina și greșit Caterina) era fiica împăratului Ioan IV și bunica fondatorului dinastiei azere a Safevizilor Ismayıl I (1501-1524). 
Mărginit la est și sud de către aliații otomanilor, precum statul Karakoyunlu și timurizii, Akkoyunlu era foarte vulnerabil și el nu a putut să împiedice campania militară a lui Mehmet II împotriva Trapezuntului. În primele lupte, cavaleria Akkoyunlu a fost învinsă, iar datorită primei femei-diplomat azere Sara xatun (Sara hatun) a reușit să evite soarta Trapezuntului, prin tratatul Yassıçemen (1461). Sfârșitul Trapezuntului însemna pentru Uzun Hasan pierderea ieșirii la Marea Neagră. Relațiile otomano-Akkoyunlu s-au agravat și mai mult după lupta pentru tronul beilicului Karaman din coasta mediteraneană a Anatoliei.

## Lupta de supraviețuire a statului Akkoyunlu
În 1467, suveranul Karakoyunlu Djahanșah (1435-1467) la instigația și cu sprijinul lui Mehmet II a înaintat spre capitală statului, încă emirat Akkoyunlu, orașul Diyarbekir. Însă în bătălia de noapte de la Erzincan armata Karakoyunlu a fost zdrobită și deja în 1468 Uzun Hasan cucerise toate ținuturile Azerbaidjanului până la sudul fluviului Kura. Tebriz a devenit capitala statului Akkoyunlu, iar Azerbaidjanul - cu excepție ținutul Ardebil al șeihilor Safevizi și statului Șirvanșahilor (799-1538) din nordul fluviului Kura – a fost considerat principală bază economico-teritorială a sa. În 1468 cele trei state azere l-au alungat pe Abu Said, ultimul urmaș al lui Tamerlan. În urma cucerirelor lui Uzun Hasan, statul Akkoyunlu a ieșit din blocada otomană, și astfel în Orientul Apropiat și Mijlociu a apărut o nouă putere politică. Relațiile otomano-Akkoyunlu au întrat într-o fază nouă.

## Prima alianță euro-asiatică
Învingându-i pe Cahan șah și pe timuridul Abu Said, Uzun Hasan a putut să rivalizeze cu Mehmet II pentru stăpânirea în Asia Mică. Începând din anii 60 ai secolului XV, el a devenit principalul organizator al alianței statelor euro-asiatice împotriva Imperiului Otoman. Uzun Hasan voia ca, prin destrămarea acestuia, să ocupe toată Asia Mică, inclusiv strâmtorile Bosfor și Dardanele, și astfel să obțină controlul asupra comerțului dintre Europa și Orient. Victoriile lui au atras și atenția Europei și lumii creștine.
Prima alianță euro-asiatică a avut șansa de a se realiza înainte de cucerirea Trapezuntului, între cnezatele georgiene, Trapezunt, Akkoyunlu, Karaman și Papalitate. În 1460, ambasadorii Akkoyunlu au ajuns la Roma, dar observând caracterul slab al lui Pius XII, au părăsit orașul. În 1464 patru ambasadori orientali au venit la Veneția și au semnat un tratat de alianță cu Republica, iar Senatul venețian cu o majoritate de 110 voturi (16 contra) l-a ratificat. Ulterior, în această alianță au intrat, în anii 60, Karaman, Trapezunt, câteva beilicuri din Anatolia, Papalitatea, Ungaria, Burgundia, Albania lui Skanderbeg, regatul Cipru, Rodos. Dar nici un stat nu a îndrăznit să-i atace pe otomani.
În 1470, Mehmet Cuceritorul a luat sub control insula Eubeea, un important punct strategic, alungând definitiv Veneția din bazinul egeean. Înaintarea fulgerătoare a otomanilor i-a obligat pe aliați să ia măsuri importante. Anul următor s-a înnoit alianța între regatul Napolitan, Veneția și ducele Carol de Burgundia, Rodos, plus Papalitatea.

## Reformele lui Uzun Hasan
După victoriile asupra rivalilor săi din Orient, Uzun Hasan a început să se pregătească pentru războiul cu otomanii. Pentru centralizarea statului el a realizat reforme importante sub denumirea „Hәsәn padșah qanunları” („Legile împăratului Hasan”), limitând influența aristocrației militare nomade. Statul se baza acum pe cetățenii sedentari, ceea ce a determinat inflorirea economiei. Armata feudală s-a transformat în cea mai puternică armată regulată din Orientul Mijlociu, unde era populația sedentară înrolată în cavalerie. Un ambasador venețian afirmă faptul că fiecare călăreț primește un salariu de 40-60 ducați pe an. Populația nemusulmană, inclusiv creștinii se bucurau de libertate religioasă. Pentru furnizarea armelor de foc pentru armată, suveranul planifica organizarea unei producții proprii în țară, în acest scop au fost invitați specialiști venețieni. Statul Akkoyunlu avea relații diplomatice cu Germania, cnezatul Moscova, Cehia, Hoarda de Aur, Polonia, Imperiul habsburgic, Ungaria, Papalitatea, Burgundia, Rodos, Cipru, regatul Napolitan, Karaman, Egipt, India ș.a. În Veneția el avea ambasadă permanentă și Uzun Hasan era numit de izvoarele europeni „al doilea Tamerlan” sau chiar „al doilea Alexandru cel Mare”.

## Manevrele Veneției și nesiguranța alianței
Pentru ca Imperiul Otoman să fie în același timp atacat din două fronturi, Uzun Hasan l-a trimis în 1471 în Europa pe ambasadorul Murad bəy, pe urma ambasadorului venețian care a fost la Tebriz pentru a-i convinge pe aliații europeni să atace împreună cu el pe otomani. Dar Mehmet II dejucând planul a mers la negocierile de pace și a neutralizat Veneția, pe de altă parte a început pregătirile impotriva Akkoyunlu. După ce negocierile au eșuat, la Tebriz a fost trimis ambasadorul Catterino Zeno care era nepot după mama al Teodorei Paleolog, soția lui Uzun Hasan. Conducatorul azer a ordonat mobilizarea, numai că încrederea lui în Veneția a fost zdruncinată și a început să intre în relațiile directe cu statele europene. El a înțeles că Veneția vrea să zdrobească Imperiul Otoman cu forța Akkoyunlu. Ambasadorul Hacı Mәhәmmәd trimis de el trebuia să verifice seriozitate europenilor și personal să însoțească armele de foc promise în Mediterana.
Dar nimeni nu a intrat în război la timp și folosind această șansă Mehmet II a ocupat Karaman care era singură ieșire Akkoyunlu la marea Mediterană, unde aliații se puteau uni și transmite artileria. Atunci în primavara anului 1472, conform principiilor de alianța armata Akkoyunlu în fruntea cu Őmәr bәy Bektaș oğlu a atacat Imperiul Otoman, luând sub control Bitlis, punctul strategic – Tokat, Karaman, Kayseri, Akşehir, Konya și a ajuns la Bursa.

## Primul contact dintre popoarele române și azere
Uzun Hasan se căsătorise cu Teodora de la Trapezunt, deci se înrudea cu dinastia greacă Theodoro din Crimeea. Iar o altă reprezentantă a acestei case, prințesa Maria Mangup era soția lui Ștefan cel Mare, domnul Moldovei. Astfel exista o situație favorabilă pentru apropierea celor două state care stăteau față în față cu același pericol. Nu este întâmplător că prin Caffa, Moldova și Polonia trimișii Akkoyunlu s-au străduit să stabilească contactul cu domnitorii creștini. Ștefan cel Mare plătea atunci sultanului haraciul care fusese moștenit de la Petru Aron, dar era interesat de recâștigarea independenței țării. El ducea un război pentru controlul Dunării și așadar planifica eliberarea bazinului pontic.
Pierderile turcilor erau mari, iar Uzun Hasan și-a pierdut în bătălie fiul. După victoria din Anatolia el și-a trimis solii în capitalele europene îndemnându-i pe aliați să intre în război. Ambasada medicului lui Uzun Hasan, Ishaq bəy trebuia să ceară ajutor. „În ianuarie oamenii lui Uzun Hasan au venit prin Cetatea Albă la Cracovia pentru a spune lui Cazimir despre biruințele câștigate și a cere un ajutor ca să le poată duce mai departe. Ei se duseră până la Roma cu un călăuz polon, și Veneția, căreia i se scrise de Uzun Hasan cu același scop, printr-o solie ajunsă în martie, trimese la dânsul pe Cattarino Zeno,” scrie istoricul român N.Iorga. Ishaq bəy a venit la Caffa și după ce a plecat spre Occident, mai precis la Veneția și Papalitatea, aliații lui, și prin Moldova. Ishaq bəy aducea către domnitorul moldovean Ștefan cel Mare o scrisoare din partea conducătorului statului Akkoyunlu, în care el dezvăluia cele întâmplate și cerea ca Ștefan cel Mare să-l ajute să răspândească în lumea creștinilor gloria realizărilor și importanța planurilor sale. Astfel îl îndemna pe Ștefan cel Mare să-i dea lovitura cea mare lui Radu, adică otomanilor, atrași pe frontul oriental. „Otomanul”, scria regele Akkoyunlu către domnitorului moldovean, „a înfrânt o părticică dintre ai mei, dar, unde mi-a fost ucis unul, zece din ai lui au picat.”
În aceste condiții a fost încheiat un tratat de alianță între cele două state impotriva otomanilor, momentul reprezentând și primul contact la nivel înalt dintre români și poporul azer. 
Legătura directă dintre acțiunile militare ale coaliției antiotomane, mai ales ale lui Uzun Hasan, și lupta lui Ștefan cel Mare contra Imperiului Otoman, a fost înțeleasă și de contemporanii evenimentelor. Candiotul Elia ben Elona Capsali menționează: „S-a întâmplat ca atunci când toți principii supuși stăpânului (Mehmet II-n.nm.) au aflat ca Zucha-Zan (Uzun Hasan-n.nm.) intrase în luptă împotriva lui, ei s-au veselit cu toții, zicând: „Mehmed va fi acum nimicit. Ceea ce ne-a făcut el nouă, îi va face lui acum Dumnezeu...”. Și s-au răsculat împotriva turcilor... Între ei se afla și domnul Valahiei Mici (Moldova-n.nm.)... Dat fiind că țara sa este mică și locuitorii ei sunt puțin numeroși, dar cu toții viteji care se adăpostesc în munți și văi, cine ar avea îndrăzneala să se apropie de ei? Când a aflat așadar că Zucha-Zan a pornit la luptă împotriva stăpânului său, sultanul Mehmed al II-lea, (Ștefan-n.nm.) a început să urzească fel de fel de planuri. Pe ascuns a pus capăt supunerii sale și și-a scuturat umerii de povară...”.

## Războiul otomano-Akkoyunlu
Uzun Hasan a ieșit la mare, dar nu a venit nici un aliat european și nici artileria promisă. Veneția planifica să obțină mai multe privilegii de la otomani, folosind victoriile aliatului său oriental. Fiind izolată, cavaleria Akkoyunlu a fost nimicită în bătălia de la Beyșehir de către artileria turcească și Mehmet II a recucerit teritoriile pierdute. Iarna a fost relativ liniștită, iar cele două părți se pregăteau de lupta decisivă. Abia în luna martie 1473, patru nave venețiene cu arme de foc au ajuns în insula Cipru, însă era prea târziu. Karaman fiind recucerit de otomani, statul Akkoyunlu nu mai avea ieșire la Marea Mediterană. Uzun Hasan a încercat să iasă la mare prin teritoriile mameluce, dar nu a reușit. 
Cu toate că, în bătălia de la Malatya (1 august 1473), armata Akkoyunlu i-a zdrobit pe otomani, omorând 56.000 călăreți turci și capturând 150 ofițeri și 35 comandanți, peste 10 zile acest succes nu s-a putut repeta. Mehmet II concentrase pe frontul oriental aproximativ 70.000 de oameni, plus alte corpuri de oaste dintre supușii săi atât musulmani, cât și creștini, inclusiv un contingent din Țara Românească.

## Bătălia de la Otluqbeli
Otomanii au reușit să iasă într-o zonă deschisă cum ar fi dealurile Otluqbeli (Otlukbeli) sau Tercan (Bașkent) unde au putut să folosească puști și tunuri. Bătălia aceasta a durat opt ore, adică toată ziua, și la ea a participat personal suveranul Uzun Hasan. Spre sfârșitul bătăliei, sultanul văzând pericolul de a o pierde, a introdus corpul modern de atunci – al ienicerilor cu sprijinul artileriei, ceea ce a decis soarta luptei.
La această bătălie a luat parte, de partea otomană, și Radu cel Frumos, ca prieten și vasal al sultanului Mehmet al II-lea, cu un contingent de 12.000 de oșteni din Țara Românească.
Aceasta a fost una din campaniile militare cele mai îndepărtate geografic la care au luat parte oșteni români .
După Otluqbeli, războiul otomano-Akkoyunlu (1472-1473) s-a terminat, deoarece deși înfrânt, Uzun Hasan continua să rămână un adversar periculos pentru Mehmet II și el nu a îndrăznit să exploateze situația. Cuceritorul Constantinopolului păstrând statut-quo la frontiera orientală de stat s-a întors pe frontul european. Negocierile antiotomane au continuat, dar după înfrângerea statul Akkoyunlu nu și-a revenit, în țară au început tulburările feudale. Uzun Hasan și-a petrecut restul vieții în campaniile militare împotriva elementelor centrifuge și a murit în 1478. Peste 23 ani statul Akkoyunlu a căzut și s-a ridicat o nouă dinastie azeră a Safevizilor. Fondatorul acesteia era nepotul după fiică al lui Uzun Hasan.

## Neutralizarea statului Akkoyunlu și consecințele sale pentru Europa
După neutralizarea statului Akkoyunlu, otomanii au cucerit toata Anatolia. În 1475 Hanatul Crimeea a fost luat sub control, iar în 1478 Veneția a fost înfrântă. Statul Akkoyunlu nu a câștigat războiul, fiindcă aliații lui europeni erau ocupați cu probleme interne și chiar colaborau cu otomanii, iar în cazul cel mai bun, prin succesele armatei Akkoyunlu voiau să obțină privilegii separate de Imperiul Otoman. Începând cu evenimentele de la Trapezunt (1461) până la 1473, statul Akkoyunlu a constituit un pericol pentru Imperiul Otoman și a reprezentat o contrapondere la efortul militar turcesc la Dunărea de Jos; constituind un pericol din spate, a luat o parte și uneori chiar toată greutatea loviturilor și a ușurat astfel situația statelor din Europa. Acesta este meritul istoric al poporului azer în fața popoarelor europene.